# Репче (Љубљана)
Репче (словен. Repče) је насељено место у саставу градске општини Љубљана, Средњесловенска регија, Словенија.

## Историја
До територијалне реорганизације у Словенији били су у саставу града Љубљане, односно старе општине Мосте-Поље.

## Становништво
У попису становништва из 2021. године, Репче је имало 70 становника.
| Број становника према пописима | Број становника према пописима | Број становника према пописима | Број становника према пописима |
| ------------------------------ | ------------------------------ | ------------------------------ | ------------------------------ |
| 1991                           | 2002                           | 2011                           | 2021                           |
| 52                             | 67                             | 70                             | 70                             |